# Багађоло (Тревизо)
Багађоло је насеље у Италији у округу Тревизо, региону Венето.
Према процени из 2011. у насељу је живело 58 становника. Насеље се налази на надморској висини од 0 м.